# Eremias multiocellata
Eremias multiocellata är en ödleart som beskrevs av Günther 1872. Eremias multiocellata ingår i släktet löparödlor, och familjen lacertider.
Arten förekommer i centrala Asien från Kazakstan och Uzbekistan till nordvästra Kina och Mongoliet. Honor lägger inga ägg utan föder levande ungar.

## Underarter
Arten delas in i följande underarter:
- E. m. bannikowi
- E. m. kozlowi
- E. m. multiocellata
- E. m. stummeri
- E. m. szczerbaki
- E. m. yarkandensis